# Стрейндж, Стив
Стивен Джон Харрингтон (англ. Steven John Harrington;  28 мая 1959, Ньюбридж, Уэльс — 12 февраля 2015, Шарм-эш-Шейх) — валлийский исполнитель популярной музыки, прежде всего известный как лидер и фронтмен популярной в 80-е годы XX века поп-группы Visage. C конца 1970-х годов владелец и промоутер ночного клуба.

## Биография
Родился в Уэльсе, но вскоре после рождения вместе с родителями переехал в Алдершот, где его отец служил в армии. Позже семейство Харрингтонов перебралось в Рил. После развода он вернулся с матерью в Ньюбридж, что в Южном Уэльсе. Окончил городскую гимназию.
Скончался 12 февраля 2015 года от сердечного приступа. Похороны были открытыми для публики. В церемонии участвовали Бой Джордж, Spandau Ballet, Моррисси, ABC; во время внесения гроба в церковь играла «Fade to Grey» и «I’m the King of the Swingers».

## Карьера

### Ранний период
В 1976 году на концерте Sex Pistols в клубе Стоуэвей (англ. Stowaway Club) в Ньюпорте Харрингтон подружился с бас-гитаристом Гленом Мэтлоком. Затем организовал концерты панк-рок групп в своём родном городе, перед самым отъездом в Лондон познакомился с Жан-Жаком Бёрнелом из рок-группы The Stranglers. В Лондоне на пару с Малькольмом Маклареном образовал панк-рок группу The Moors Murderers. В составе группы выступали Крисси Хайнд, будущая вокалистка группы The Pretenders, Винс Эли и Николас Хидон, будущие ударники The Psychedelic Furs и The Clash соответственно, и Марк Райан по прозвищу «The Kid», на тот момент бывший гитарист Adam and the Ants. Группа просуществовала недолго, записав песню «Free Hindley» и дав ряд концертов, The Moors Murderers распалась в начале 1978 года.
В конце 1978 года Харрингтон ненадолго присоединился к ливерпульской панк-рок группе The Photons в качестве вокалиста и соавтора песен. Руководил группой известный в панк-среде импресарио Энди Чежовски (англ. Andy Czezowski).

### Visage

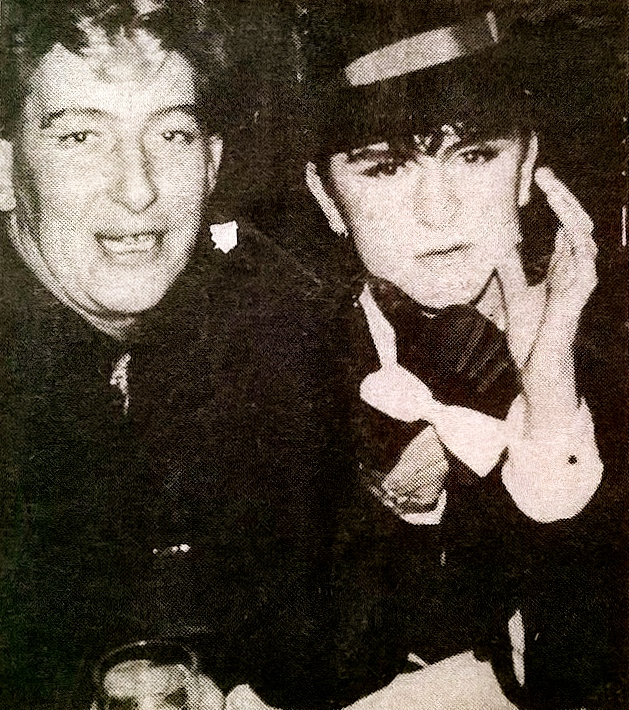
Стив Стрейндж (справа), 1983 год

Вскоре после ухода из The Photons Харрингтон взял себе псевдоним «Стив Стрейндж». Вместе с Расти Эганом и Миджом Юром (оба из The Rich Kids) основал группу Visage. Первый сингл — «Tar» — вышел в сентябре 1979 года на Radar Records, не принеся никакого успеха. В 1980 году Стрейндж принял участие в съёмках видеоклипа на песню «Ashes to Ashes» Дэвида Боуи. В этом же году Visage удалось заключить контракт с Polydor Records, на которой вышел второй сингл «Fade to Grey». На 4-й неделе занял 8-ю позицию в Топ-10 Великобритании, возглавил верхние строчки музыкальных чартов в ряде европейских стран. Будучи фронтменом группы, Стрейндж стал популярен в Великобритании и за её пределами, вплоть до развала Visage в 1985 году.

### Прах к праху
В 2008 году Стрейндж снялся в эпизодической роли во второй серии британского телесериала «Прах к праху». В роли самого себя он исполнил песню «Fade to Grey» группы Visage в ночном клубе «Blitz», владельцем которого когда-то являлся.

### Переживая за Боя
В 2010 году в фильме «Переживая за Боя», рассказывающего о пути к славе Боя Джорджа, роль Стрейнджа досталась актёру Марку Уоррену. Причем актёр намного старше своей роли. События фильма происходят в 1980-е годы, тогда Стрейнджу было около 20 лет, в то время как исполнителю роли на момент съёмок 43 года.

### Проблемы со здоровьем и Смерть
3 декабря 2014 Стив был доставлен в Бридженскую больницу Принцессы Уэльской с проблемами дыхания и кишечным заболеванием. В январе 2015 года он отправился на отдых в Шарм-эш-Шейх, где через две недели он попадает в больницу, и 12 февраля скончался от инфаркта.

## Интересные факты
- Ему посвящена песня «Poseur» группы Combat 84.[6]
- Он бисексуал.[7]